# David Adriaan van der Schans

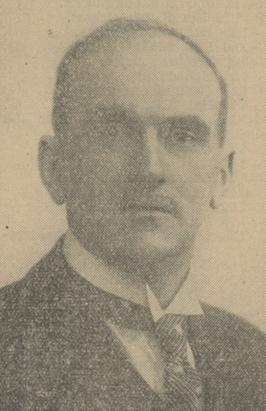
D.A. van der Schans (ca. 1936)

David Adriaan van der Schans (Drongelen, 2 maart 1888 – Renkum, 11 december 1986) was een Nederlands politicus van de ARP.
Hij werd geboren als zoon van Peter van der Schans (1850-1923; landbouwer) en Pieternella Willemina Millenaar (1849-1940). Hij werd rond 1914 de gemeentesecretaris van Drongelen als (indirecte) opvolger van zijn broer Adriaan Davinus van der Schans die burgemeester van onder andere Andel was geworden. Bij een gemeentelijke herindeling in 1923 ging Drongelen op in de nieuwe gemeente Eethen. Bij die gelegenheid werd D.A. van der Schans de gemeentesecretaris van de fusiegemeente. Begin 1936 werd hij tot burgemeester van die gemeente benoemd. In 1953 ging hij met pensioen en in 1986 overleed hij op 98-jarige leeftijd.
In Drongelen is naar hem de 'Burgemeester D.A. van der Schansstraat' vernoemd.